# ماريانو أرتيغاس
ماريانو أرتيغاس (بالإسبانية: Mariano Artigas Mayayo)‏ هو كاهن كاثوليكي وكاتب وفيزيائي إسباني، ولد في 15 ديسمبر 1938 في سرقسطة في إسبانيا، وتوفي في 23 ديسمبر 2006 في بنبلونة في إسبانيا.